# Chanceaux
Chanceaux é uma comuna francesa na região administrativa da Borgonha-Franco-Condado, no departamento de Côte-d'Or. Estende-se por uma área de 21,9 km². Em 2010 a comuna tinha 219 habitantes (densidade: 10 hab./km²).